# Svendebjergkvarteret
Svendebjergkvarteret er et boligkvarter i Hvidovre Kommune. Svendebjergkvarteret er primært et villaområde, og i kvarteret ligger også bl.a. Hvidovre Stadion, Dansborgskolen og Hvidovre Vandtårn.
Oprindeligt hed området "Svendebjergene", fordi der var mange bakker. I 1779 flyttede én af gårdene fra den gamle Hvidovre landsby til området, og den nye gård blev derfor navngivet Svendebjerggård. 

## Områdets geografiske afgrænsning
Svendebjergkvarteret er et næsten trekantet område, som afgrænses af Brostykkevej mod nord, Hvidovrevej mod vest og Gammel Køge Landevej mod sydøst (hvor Gammel Køge Landevej går mellem Åmarken Station og Friheden Station).

## Svendebjergkvarterets historie
Forstadsmuseet i Hvidovre har lavet en byvandring i seks afsnit med historien om Svendebjergkvarteret.
Svendebjerggård blev opført i 1779. I 1917 købte Jørgen Jørgensen, en officer fra Frelsens Hær, Svendebjerggård. Han donerede gården til Frelsens Hær og udstykkede en del af markerne til huse samt til børnehaven Solgården, der stadig i dag drives af Frelsens Hær.
I første omgang blev Svendebjergkvarteret bebygget med sommer- og lysthuse. Der var hverken ordentlige veje eller kloakeret i området, og Hvidovres sundheds- og byggevedtægt krævede dette som en forudsætning for at godkende helårshuse. Køberne var først og fremmest københavnske arbejderfamilier, som med et lysthus i Hvidovre kunne imødegå den enorme boligmangel, der var i mellemkrigstiden.   
Som tiden er gået, er husene i Svendebjergkvarteret blevet erstattet af permanente helårshuse. Området fremstår i dag som et arkitektonisk blandet område med bl.a. klassiske murermestervillaer tegnet af bl.a. Jørgen Jørgensen, statslånshuse tegnet af bl.a. Johannes Falch Jørgensen og Jørgen Ramild Jørgensen samt en del moderne parcelhuse.

## Hvidovre Vandtårn
Hvidovre Vandtårn ligger midt i Svendebjerg. Det blev opført i 1937, efter at Hvidovre kommune havde erhvervet grunden sammen med Høvedstensgården på den anden side af Hvidovrevej. På Høvedstensgården skulle det nye vandværk ligge, mens bakken i Svendebjerg var så høj, at den blev udvalgt til vandtårnets placering. Før da var der flere mindre private vandtårne, men det normale var, at man havde en brønd til drikkevand og andet vandforbrug på egen grund. Arkitekt Carl Jørgensen tegnede vandtårnet med Rundetårn som forbillede.  